# Maksavízió
A Maksavízió egy magyar szórakoztató műsor volt, amelyet a népszerű humorista, Maksa Zoltán készített. 2003-ban készült el az első epizód. Ez a produkció volt a humorista első és egyetlen saját készítésű műsora.
A műsort a Hálózat TV kezdte sugározni 2003 februárjában, kezdetben 45-50 perces epizódokkal, 2003 novemberében átkerült az újonnan alakult Humor 1 csatornára, az epizódok innentől kezdve 25 percessé rövidültek. A csatorna 2004. szeptember 4-i megszűnése után a műsor visszakerült a Hálózat TV-re, majd kb. 5 hónapi sugárzás után megszűnt. Később a Comedy Central és a Hatoscsatorna is megismételte. 
A produkció a szatíra és a paródia köré épült. Minden epizódban különféle sztárokat ("celebeket"), tévéműsorokat és reklámokat parodizáltak. Az epizódok nem tartalmaztak trágárságokat. A hírek is gyakran kerültek a műsor céltáblájára, szatirikusan ábrázolták őket (ez volt a híres "Maksa Híradó"). 
A műsort gyártó csatornák megszűnésével a produkció mára már feledésbe merült, de a "rajongói" kultusz sorozatként emlékeznek rá. Később a Comedy Centralról is lekerült a Maksavízió. Jelenleg csak a Diginél fogható Hatoscsatorna ismétli az epizódokat.
A sorozatból válogatás jelent meg DVD-n, és Maksa Zoltán is elkezdte őket megosztani YouTube csatornáján.

## Szereplők
- Maksa Zoltán
- Aradi Tibor
- Ayala (Illés István)
- Bach Szilvia
- Bari Lajos
- Brindisi (Sinka István)
- Dévényi Ildikó
- Dóka Andrea
- Erdei Sándor (Rokker Zsoltti)
- Éles István
- Fábián Anita
- ifj. Fillár István
- Gráf Csilla
- Jászberényi Gábor
- Kozma Ildikó
- Krízsik Alfonz
- Marinkovics Zsófia
- N. Szabó Sándor
- Nagy-Mélykúti Marika
- Orbán Béla
- Orbán Sándor
- Orosz Mihály
- Palla Szabina
- Pilinczes József
- Steiner Zsolt
- Szabó József
- Szabó Szilárd
- Szélhorváth Lajos
- Tadics Ágnes
- Tényi Anett
- Unger Pálma
- Varga Ferenc József
- Walla Ervin
- Wessely-Simonyi Réka
- Wéber Tamás

## Érdekesség
Az első 6 rész a Hálózat TV-n ment, az első adás 28 perces, még a többi kb. 50 perces volt. Amikor a műsor átkerült a Humor 1-re, akkor a csatorna leadta a korábbi adásokat is, viszont 25 perces változatban adta őket, néhány helyen egy-két új jelenetet is hozzátoldottak, ezenkívül a konferáló jeleneteket újra felvették azzal, hogy Maksa Zoltán már nem "Hálózat TV"-t, hanem "Humor 1"-et mondott, és ráadásul úgy konferálta fel az első Humor 1 által adott epizódot, hogy vadonatúj műsor, miközben a Hálózat TV-n már korábban látható volt. Amikor 2005-ben a Hálózat TV megismételte a teljes sorozatot, akkor az első részeknél a Humor 1 által készített változatokat adta, és később a Comedy Central és a Hatoscsatorna is a "Humor 1"-es kópiákat adta. Maksa Zoltán saját YouTube csatornájára már az első 6 rész eredeti "Hálózat TV"-s kópiája került, viszont a főcím zenét kicserélte mindegyik általa feltöltött epizódnál, valamint a  későbbi epizódkat meg úgy tette fel, hogy egybefűzött két részt, hogy kb. 50 percesek legyenek.